# Gandhi Smriti
 (mai 2017).
Si vous disposez d'ouvrages ou d'articles de référence ou si vous connaissez des sites web de qualité traitant du thème abordé ici, merci de compléter l'article en donnant les références utiles à sa vérifiabilité et en les liant à la section « Notes et références ».
Gandhi Smriti autrefois connu comme la Maison Birla ou Birla Bhavan, est un musée consacré au Mahatma Gandhi, situé sur Tees January Road, autrefois Albuquerque Road, à New Delhi, Inde. C'est l'emplacement où Mahatma Gandhi a passé les 144 derniers jours de sa vie et a été assassiné le 30 janvier 1948. C'était à l'origine la maison de magnats des affaires indiens, la famille Birla. Il abrite maintenant également le Musée Multimédia de Gandhi Éternel, depuis 2005.